# Jakub Henner
Jakub (Jeremiasz) Henner (ur. 1862 w Przemyślu, zm. 1928) – fotograf działający w Przemyślu i Lwowie.
Najstarszy syn Minci (Miny) (zm. 1913) i fotografa Bernarda (Barucha) Hennera (1843-1926), brat Bernarda (Berla). Od 1886 r. prowadził działalność we Lwowie, od 1887 w budynku przy ul. Akademickiej 18, rozbudowanym w ciągu dwóch kolejnych lat.  W 1892 r. wybudował na tym miejscu nowy zakład. W 1893 r. wzniósł na placu Świętego Ducha żelazny pawilon fotograficzny. Używał tytułu „c.k. nadworny fotograf” (od 1893).
Problemy finansowe – według wspomnień jego bratanka Gabriela Tadeusza (1893-1949) spowodowane wydatkami na podróże i wynalazki – zmusiły go do sprzedania w 1899 r. Wiktorowi Bergerowi atelier wraz z całą kamienicą; od ok. 1900 działało tu studio Noego Lissa. Wkrótce Henner opuścił Lwów i sam (jego małżeństwo rozpadło się) powrócił do rodzinnego Przemyśla, gdzie współpracował z ojcem w jego atelier.
Od 1887 r. żonaty z Feigą z Rosenbachów (ur. 1860); mieli troje dzieci: Emila (1888-1940 lub 1941), Stanisława (1889-1919?) i Paulę (1892-1979). Był wyznawcą judaizmu.